# كسلوحيم

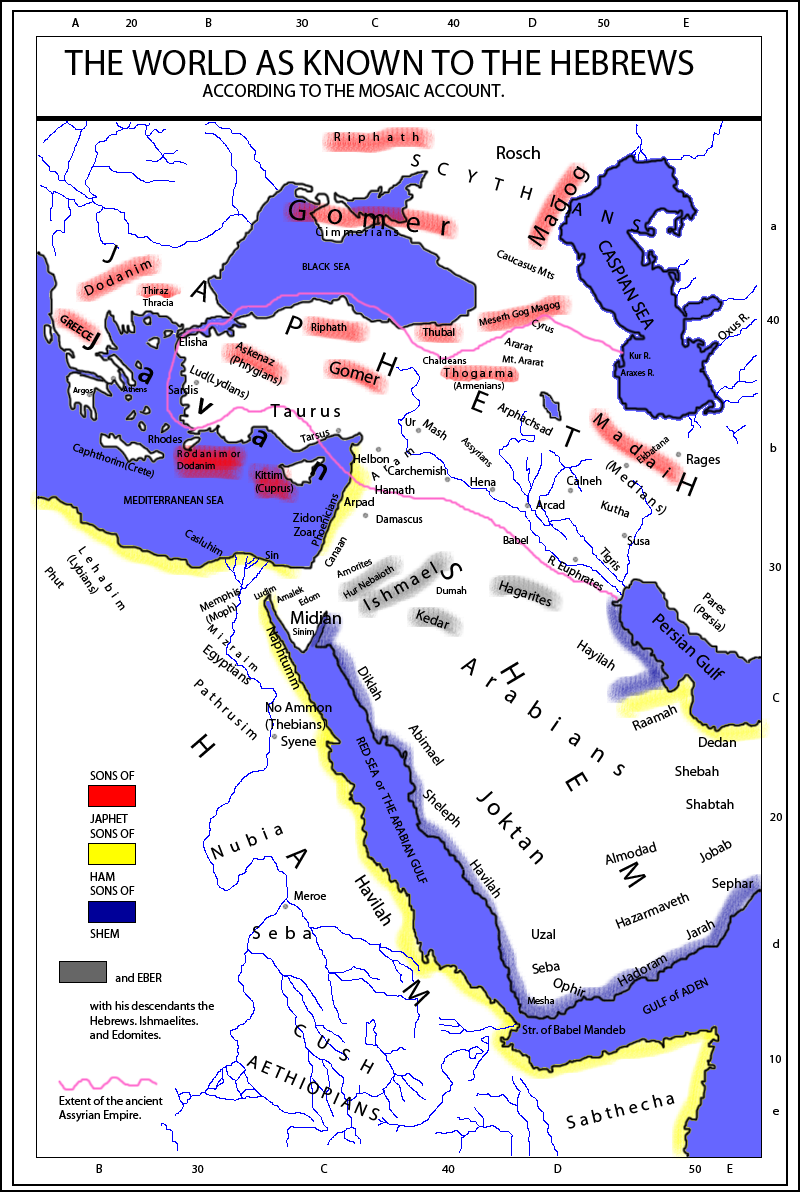
إعادة إعمار أجيال نوح ووضع "كسلوحيم" في غرب دلتا النيل.

كسلوحيم (بالعبرية: כסלחים‏) شعب مصري قديم مذكور في الكتاب المقدس والأدب المرتبط به.

## روايات الكتاب المقدس
ووفقا ل سفر التكوين (Genesis 10:14)، كان كسلوحيم من أحفاد مصرايم ابن حام، ومن بينهم نشأ الفلسطينيين.

## الأدب القديم
يذكر يوسيفوس فلافيوس كسلوحيم في كتابه عاديات اليهود كواحد من الشعوب المصرية التي دمرت مدنها خلال الحرب الإثيوبية، وبالتالي اختفت من التاريخ. كتب المؤرخ العربي ابن خلدون (1332-1406)، نقلاً عن أبو بك الصولي، أن بربر شمال أفريقيا ينحدرون من كسلوحيم، ابن مزرايم. 